# Allogastropoda
Heterobranchia inferior, también conocido como Allogastropoda, es un grupo de babosas y caracoles marinos bastante especializados y altamente evolucionados (moluscos gasterópodos marinos) dentro de la subclase Heterobranchia.
Aunque la gran mayoría de los Heterobranquios Inferiores son de hecho marinos, algunos han logrado hacer la transición al agua dulce.

## Descripción
Las formas de concha de este grupo son típicamente las que se ven en las familias de caracoles de reloj de sol, pirámide, rissoella y orbitestelide.

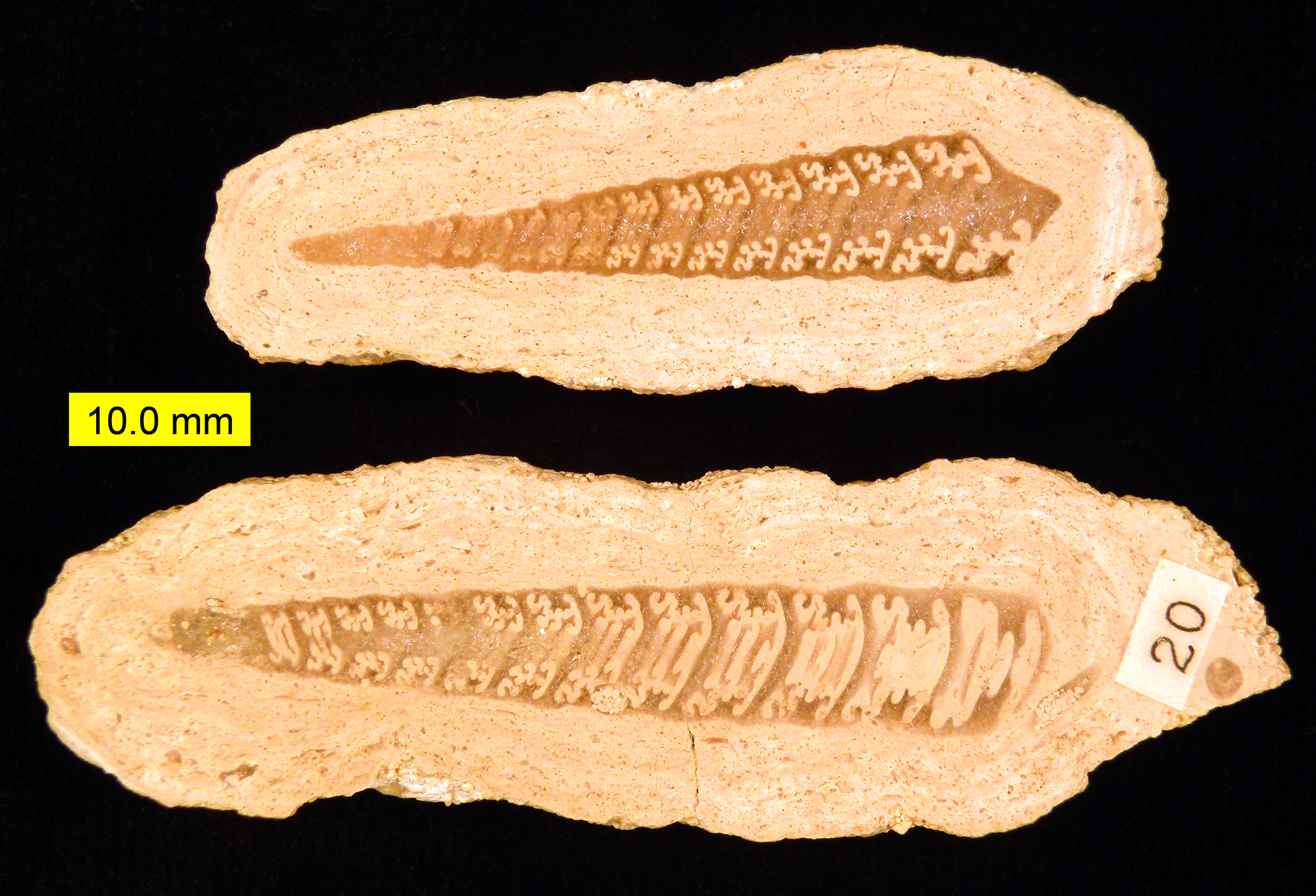
Bactroptyxis trachaea, familia Nerineidae, superfamilia Nerineoidea.

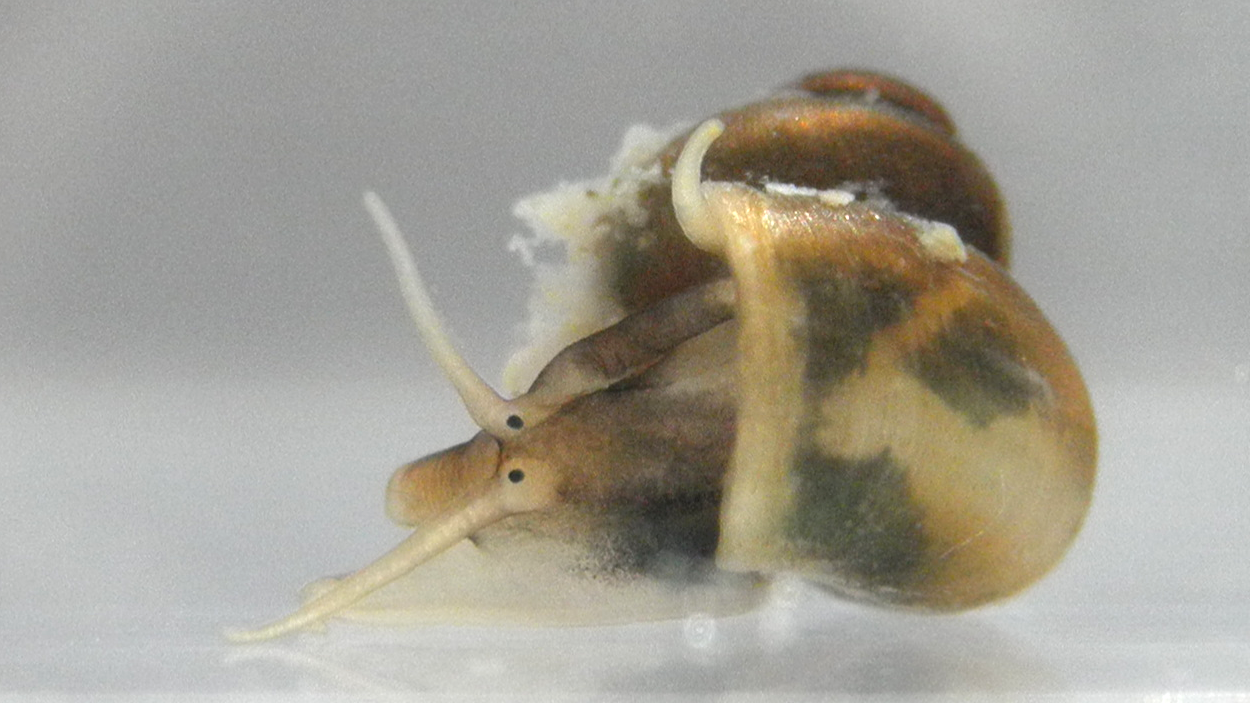
Valvata piscinalis, familia Valvatidae, superfamilia Valvatoidea.

## Taxonomía

### Taxonomía 2005
En la taxonomía de Gastropoda de Bouchet & Rocroi, 2005, Heterobranquia inferior es un grupo informal. Las superfamilias dentro de Heterobranquia inferior incluyen:
- No asignado a una superfamilia (conchas-satélites)
  - Familia Cimidae
  - † Familia Dolomitellidae
  - † Familia Heterosubulitidae
  - † Familia Kuskokwimiidae
  - † Familia Misurinellidae
  - Familia Orbitestellidae
  - Familia Tjaernoeiidae
  - Familia Xylodisculidae
- Superfamilia Acteonoidea
- Superfamilia Architectonicoidea
- Superfamilia Glacidorboidea
- Superfamilia Mathildoidea
- † Superfamilia Nerineoidea
- Superfamilia Omalogyroidea
- Superfamilia Pyramidelloidea
- Superfamilia Ringiculoidea
- Superfamilia Rissoelloidea
- † Superfamilia Streptacidoidea
- Superfamilia Valvatoidea

(Los taxones que son exclusivamente fósiles se indican con una daga †)
Para obtener una taxonomía más detallada, consulte: Taxonomía de los Gastropoda (Bouchet & Rocroi, 2005) # Grupo informal "Lower Heterobranchia" (= Allogastropoda)

### Taxonomía 2010
Jörger y col. (2010) han redefinido los principales grupos dentro de la Heterobranchia: trasladaron Glacidorboidea y Pyramidelloidea a Panpulmonata.

### Taxonomía 2014
Wägele y col. (2014): trasladó Rissoelloidea y Acteonoidea de la Heterobranquia Inferior a Euthyneura.

### Taxonomía 2016
Kano y col. (2016): trasladó Ringiculoidea desde Heterobranchia inferior a Euthyneura. 
Entonces, los siguientes taxones permanecen dentro de Heterobranquia Inferior: 
- No asignado a una superfamilia (conchas-satélites)
  - Familia Cimidae
  - † Familia Dolomitellidae
  - † Familia Heterosubulitidae
  - † Familia Kuskokwimiidae
  - † Familia Misurinellidae
  - Familia Orbitestellidae
  - Familia Tjaernoeiidae
  - Familia Xylodisculidae
- Superfamilia Architectonicoidea
- Superfamilia Mathildoidea
- † Superfamilia Nerineoidea
- Superfamilia Omalogyroidea
- † Superfamilia Streptacidoidea
- Superfamilia Valvatoidea